# 臺南市官田區隆田國民小學
臺南市官田區隆田國民小學（英語：Tainan Municipal Guantian District Longtian Elementary School），是一所位於臺灣臺南市官田區的市立國民小學，與官田區公所隔街對望。

## 沿革
該校最初是在1941年4月1日創立的官田國民學校番子田分教場，校名歷經臺南縣官田鄉第二國民學校、臺南縣官田鄉番子田國民學校、官田鄉中心國民學校、臺南縣官田鄉隆田國民小學、臺南市官田區隆田國民小學。

## 知名校友
- 陳水扁，第18屆，曾任中華民國總統、臺北市市長、立法委員。[2]

## 外部連結
- 臺南市官田區隆田國民小學